# مانويل ديلغادو باريتو
مانويل ديلغادو باريتو هو مؤلف وصحفي وسياسي إسباني، ولد في 27 سبتمبر 1879 في سان كريستوبال دي لا لاغونا في إسبانيا، وتوفي في نوفمبر 1936 في ريفاس - فاسيامدريد في إسبانيا. انتخب member of the Congress of Deputies ‏ عن دائرة Santa Cruz de Tenerife ‏ (16 يونيو 1919 – 2 أكتوبر 1920) وانتخب member of the Congress of Deputies ‏ عن دائرة Santa Cruz de Tenerife ‏ (17 مارس 1914 – 16 مارس 1916) وانتخب Member of the Consultative National Assembly ‏ (10 أكتوبر 1927 – 15 فبراير 1930).